# Oromë
Oromë este un personaj fictiv din operele scrise de J.R.R. Tolkien, fiind un vala. Numele lui înseamna "Suflând-din-Corn". 